# Población flotante

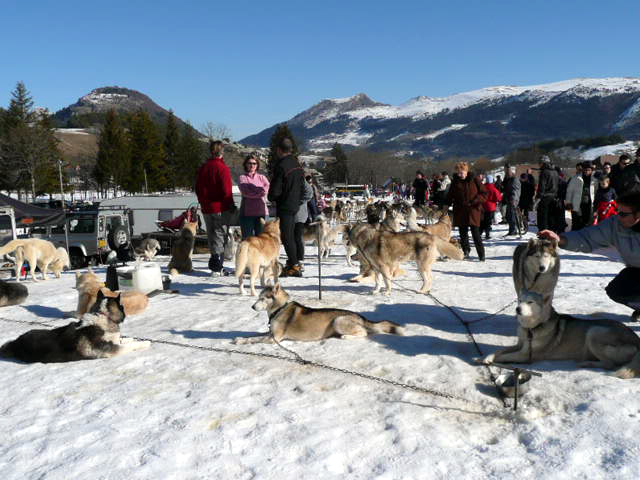
Los deportes de invierno ocasionan población flotante en los centros de deportes invernales como es el caso de Vercors.

Población flotante es el contingente demográfico compuesto por aquellas personas que, aún no estando oficialmente inscritas en el censo de población de la comunidad, residen temporal o permanentemente en un ámbito geográfico comunitario (ciudad, pueblo, villorrio, etc.).
El censo de población se realiza cada cierto tiempo (10 años en España y otros países), pero en ese periodo de tiempo una localidad puede haber multiplicado su población por diversas causas.
Es por ello que anualmente se procede a la revisión de población mediante los padrones municipales. Pero en ambos casos, por muy diversas causas, quedan personas sin inscribir que componen la Población Flotante.
Algunos casos ejemplares son los correspondientes a localidades turísticas, que generalmente en invierno (si es una estación de esquí será a la inversa) sólo tienen unos cientos de habitantes, pasan a tener miles en verano.
Pero teniendo el mismo número de servicios hospitalarios, policías, servicios de recogida de basura, etc. que pueden quedar de este modo desbordados.
Por lo tanto, en la planificación de infraestructuras y servicios resulta muy importante calcular la población flotante que pueda haber en un ámbito geográfico concreto en determinado momento del año.
Un caso emblemático de población flotante es la ocurrida en California, Estados Unidos, entre 1848 y 1855 cuando se desató la Fiebre del Oro, su población flotante de origen europeo, latino y chino aumentó desde 15.000 a 225.000 en pocos años. Del mismo modo, la población nativa disminuyó desde 150.000 indígenas a apenas 15.000 en el mismo periodo.
Son consideradas población flotante:
- Los que residen permanentemente y aún no se han censado. Más los que por algún motivo no se censan o se censan en otras localidades.
- Los que se encuentran de vacaciones.
- Los que están en tránsito hacia otras localidades (aeropuertos, estaciones, puertos, etc.).
- Jornaleros y trabajadores de temporada.
- Los inmigrantes en situación administrativa irregular.
- Profesionales, técnicos y operarios venidos desde otros lugares del país seducidos por mejores condiciones laborales.

Además la mayoría de los estudios incluyen a quien trabaja en una localidad pero no reside en ella (se desplaza diariamente).
Algunos estudios también añaden a las personas que acuden a realizar sus compras desde otras localidades.

## Estadística
El concepto población flotante ha ido tomando importancia con el tiempo. Antes no se tenía en cuenta en los estudios estadísticos. Esto provocaba problemas en las zonas de expansión urbanística y en la zonas turísticas.
Al tener sólo en cuenta la población censada, los servicios públicos quedaban muchas veces por debajo de las necesidades reales.

## Caso español
En el caso de España, la población flotante se usa entre otras cosas:
- Para la concesión de farmacias.
- Para el cálculo de los gastos e inversiones en salud pública.
- Para la distribución de las fuerzas de seguridad del estado. En verano miles de agentes son trasladados a las zonas turísticas.
- Para el cálculo del dimensionamiento de servicios municipales como la recogida de residuos.

Algunos ayuntamientos reclaman incluir la población flotante en el cálculo de las asignaciones que reciben del estado.